# متطابقات هامة

الحل الهندسي للمتطابقة الهامة

في الرياضيات، يطلق اسم المتطابقات الهامة أو المتطابقات الشهيرة أو المتساويات الهامة على بعض المتساويات التي تطبق على أعداد أو حدوديات. و هي تساعد على تسريع عمليات الحساب، تبسيط بعض الكتابات الجبرية، وكذا تحديد العوامل. تساعد المتطابقات الهامة كذلك في حل معادلة من الدرجة الثانية و إيجاد حلول المعادلات. 
بينت معظم هذه المتطابقات الهامة بالحلول الهندسية ثم عوضت بقيم قوة أكبر عن طريق حسابات جبرية.

## متطابقات هامة من الدرجة الثانية
في هذا القسم بأكمله، a و b عددان حقيقيان، أو عددان عقديان.
هذه المتطابقات الهامة صحيحة في حلقة تبادلية، حيث a و b متبادلان.

### خاصيات
المتطابقات الهامة من الدرجة الثانية هي:
| {\displaystyle (a+b)^{2}=a^{2}+2ab+b^{2}} {\displaystyle (a-b)^{2}=a^{2}-2ab+b^{2}} {\displaystyle (a+b)(a-b)=a^{2}-b^{2}} |

المتطابقة الهامة الثانية يمكن أخذها حالة خاصة من المتطابقة الهامة الأولى، مع اعتبار، أنه تم تعويض (b)
بـ (b–) في المتساوية الأولى.
حسب القاعدة نستنج الخاصية التالية:
| تعريف جداء هام: تسمى التعابير الثلاثة التالية جداء هاما {\displaystyle (a+b)^{2}{\text{;}}\quad (a-b)^{2}{\text{;}}\quad (a-b)(a+b).} |
| — |

و نستنتج أيضا :
| تعريف مجموع هام: تسمى التعابير الثلاثة التالية مجموعا هاما {\displaystyle a^{2}+2ab+b^{2};\quad a^{2}-2ab+b^{2};\quad a^{2}-b^{2}.} |
| — |

### أمثلة

#### النشر والتعميل
تساعد المتطابقات الهامة على تحويل كتابات بعض التعابير الجبرية، كما في المثال التالي:
التعبير A هو مجموع عمليتين جبريتين. العملية الأولى تعتبر جداء هاما، يمكن تحويلها إلى جمع:
يعتمد حل المقطع الثاني على عملية النشر:
بجمع العمليتين نحصل على النتيجة
| {\displaystyle A=4x^{2}-12x+9-x^{2}-2x+15=3x^{2}-14x+24.} |

#### المعادلات من الدرجة الثانية
تمكن المتطابقات الهامة من حل معادلات من الدرجة الثانية. نعتبر المثال التالي: 
لحل المعادلة نقوم بحل الجانب الذي لا يحتوي على مجاهيل وذلك باستخراج عدد آخر.
الأعداد الثلاثة الأولى الآن تشكل مجموعا هاما، يمكن تطبيق المتطابقة الهامة بحيث تصبح المعادلة على شكل:
نستنتج الآن مجموعا هاما جديدا بحيث تكتب المعادلة على شكل:
الجداء a.b لعددين a و b يكون منعدما إذا وفقط إذا كان a أو b منعدما. . حل المعادلة يؤول إلى حل معادلتين من الدرجة الأولى:
نجد حلي المعادلة، التي تسمى أيضا جذر الحدودية:
| {\displaystyle x_{1}=-1-{\sqrt {6}}\quad {\text{;}}\quad x_{2}=-1+{\sqrt {6}}.} |

### متعددات حدود مرفوعة إلى الدرجة الثانية
| خاصية: لرفع حدودية ذات حدود متعددة إلى الدرجة الثانية، فقط يتم جمع مربع كل حد في الحدودية مع ضعف مجموع الجداءات الممكنة بين الحدود            |
| —مثال: {\displaystyle (a+b+c)^{2}=a^{2}+b^{2}+c^{2}+2(ab+ac+bc),} {\displaystyle (a+b+c+d)^{2}=a^{2}+b^{2}+c^{2}+d^{2}+2(ab+ac+ad+bc+bd+cd).} |

## متطابقات هامة متنوعة

### متطابقة أويلر للمربعات الأربعة
متطابقة المربعات الأربعة لأويلر تصل بينها ثمانية أعداد وتأخذ الشكل التالي:

### متطابقة صوفي جيرمين
متطابقة صوفي جرمين تنص على أن لكل عدد x و y، لدينا:

## متطابقة هامة من الدرجة n

### نظرية ذات الحدين لنيوتن
نفس التقنية المتبعة في المتطابقة الهامة ذات الدرجة 2. ليكن a و b عددين حقيقيين:
بطريقة أخرى:
بنفس الطريقة:
كذلك يمكن جعلها على أي درجة n باستعمالنظرية ذات الحدين أو نظرية حد الكرخي — نيوتن
معاملات التعبير المعتبر كحدودية في x و في y تدعى معاملات ثنائية. حتى وإن كان y عددا سالبا، فإنه نحصل على نفس التعابير أعلاه.

### أمثلة أخرى
متطابقات هامة من الدرجة الثانية
{\displaystyle (a+b)^{2}=a^{2}+2ab+b^{2}\,}
{\displaystyle (a-b)^{2}=a^{2}-2ab+b^{2}\,}
{\displaystyle a^{2}-b^{2}=(a-b)(a+b)\,}
متطابقات هامة من الدرجة الثالثة
{\displaystyle (a+b)^{3}=a^{3}+3a^{2}b+3ab^{2}+b^{3}\,}
{\displaystyle (a-b)^{3}=a^{3}-3a^{2}b+3ab^{2}-b^{3}\,}
{\displaystyle a^{3}+b^{3}=(a+b)(a^{2}-ab+b^{2})\,}
{\displaystyle a^{3}-b^{3}=(a-b)(a^{2}+ab+b^{2})\,}
متطابقات هامة من الدرجة الرابعة
{\displaystyle (a+b)^{4}=a^{4}+4a^{3}b+6a^{2}b^{2}+4ab^{3}+b^{4}\,}
{\displaystyle (a-b)^{4}=a^{4}-4a^{3}b+6a^{2}b^{2}-4ab^{3}+b^{4}\,}
متطابقات هامة من الدرجة الخامسة
{\displaystyle (a+b)^{5}=a^{5}+5a^{4}b+10a^{3}b^{2}+10a^{2}b^{3}+5ab^{4}+b^{5}\,}
{\displaystyle (a-b)^{5}=a^{5}-5a^{4}b+10a^{3}b^{2}-10a^{2}b^{3}+5ab^{4}-b^{5}\,}
{\displaystyle a^{5}+b^{5}=(a+b)(a^{4}-a^{3}b+a^{2}b^{2}-ab^{3}+b^{4})\,}
{\displaystyle a^{5}-b^{5}=(a-b)(a^{4}+a^{3}b+a^{2}b^{2}+ab^{3}+b^{4})\,}
متطابقات هامة من الدرجة السادسة
{\displaystyle a^{6}+b^{6}=(a^{2}+b^{2})(a^{4}-a^{2}b^{2}+b^{4})\,}
{\displaystyle a^{6}-b^{6}=(a+b)(a-b)(a^{2}+ab+b^{2})(a^{2}-ab+b^{2})\,}
متطابقات هامة من الدرجة السابعة
{\displaystyle a^{7}+b^{7}=(a+b)(a^{6}-ab^{5}+a^{2}b^{4}-a^{3}b^{3}+a^{4}b^{2}-a^{5}b+b^{6})\,}
{\displaystyle a^{7}-b^{7}=(a-b)(a^{6}+ab^{5}+a^{2}b^{4}+a^{3}b^{3}+a^{4}b^{2}+a^{5}b+b^{6})\,}